# Stephen Lippard

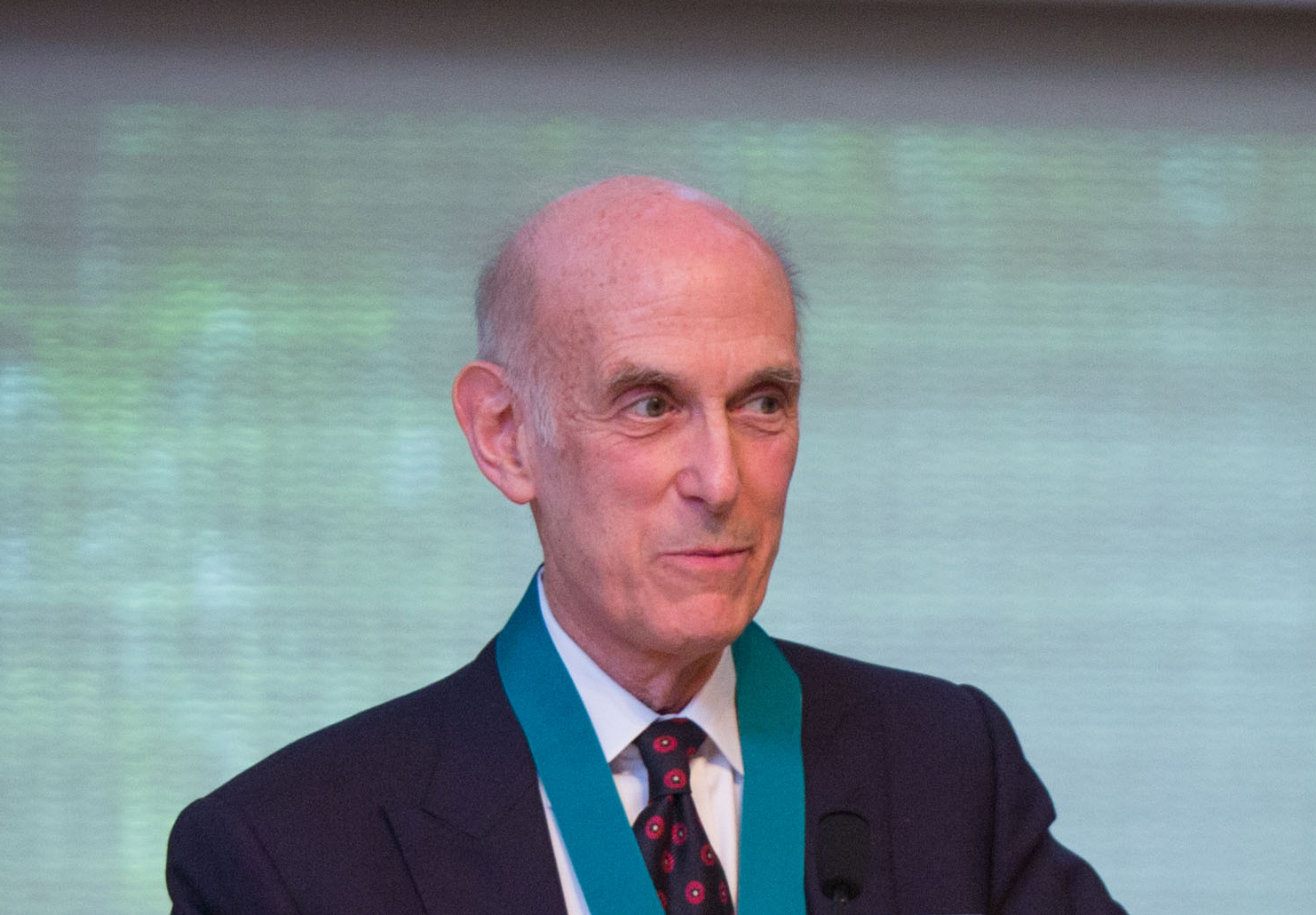

Stephen J. Lippard (ur. 12 października 1940 w Pittsburghu) — amerykański chemik specjalizujący się w chemii bionieorganicznej.
W 1962 roku uzyskał bakalaureat (BA) na Haverford College. Stopień doktora uzyskał w 1965 roku na Massachusetts Institute of Technology pod kierunkiem Franka Alberta Cottona. W 1966 roku podjął pracę na Columbia University, gdzie w 1972 roku otrzymał tytuł profesora. W 1983 roku wrócił jako profesor na MIT, w latach 1995–2005 kierował wydziałem chemii tej uczelni.
Badania prowadzone przez Lipparda dotyczyły obszaru pomiędzy chemią nieorganiczną, a biologią. Zajmował się procesami biochemicznymi, w których biorą udział związki kompleksowe metali. Kompleksy takie mogły być stosowane jako modele układów biologicznych, a także leki przeciwnowotworowe. Pracował m.in. nad lekami przeciwnowotworowymi na bazie cisplatyny.

## Wyróżnienia i nagrody
- National Medal of Science (2005)
- Priestley Medal (2014)
- Tytuł doktora honoris causa:
  - Texas A&M University (1995)
  - Haverford College (2000)
  - University of South Carolina